# António da Costa Paiva
António da Costa Paiva, barão de Castelo de Paiva (Porto, 12 de Outubro de 1806 – São Pedro, Funchal, 4 de Junho de 1879) foi um botânico, naturalista, médico, professor e nobre português. Foi também o primeiro director do Jardim Botânico do Porto. A abreviação de autor botânico que lhe está atribuída pelo International Plant Names Index é A. Paiva.

## Biografia
Nasceu no Porto a 12 de Outubro de 1806, filho de Manuel José da Nóbrega, natural de Castelo de Paiva, negociante da praça comercial do Porto, e de sua mulher, Maria do Carmo da Costa, filha de Manuel Alves da Costa e de Maria Angélica.

### Carreira académica
Cursou a Universidade de Coimbra, tomando o grau de bacharel em Filosofia. Continuou depois os estudos na Universidade de Paris, ali se doutorando em Medicina, obtendo este grau após a defesa de uma tese sobre a tísica pulmonar, elaborada durante o exílio a que foi obrigado pelos seus ideais liberais. Quando pôde regressar a Portugal, exerceu clínica privada.
Entre 1834 e 1836 regeu a cadeira de Filosofia Racional e Moral na Academia Real de Marinha e Comércio da cidade do Porto. Foi nomeado lente de Agricultura e Botânica nesta Academia por decreto de 20 de Outubro de 1836 e carta régia de 3 de Janeiro de 1837. Nesse ano, com a reforma da Academia Real da Marinha e Comércio e criação da Academia Politécnica do Porto, tornou-se o primeiro lente proprietário da décima cadeira, Botânica, Agricultura, Metalurgia e Arte de Minas, exercendo essas funções entre 1838 e 1858. Foi nomeado primeiro director do Jardim Botânico do Porto, por inerência do cargo, por decreto de 11 de Janeiro e carta régia de 28 de Julho de 1838, mantendo esta função entre 1838 e 1855.

### Botânico e naturalista
António da Costa Paiva foi um naturalista notável, sendo este ramo das ciências filosóficas-naturais aquele a que mais se dedicara. Afastado da cátedra por um ataque de tuberculose pulmonar, procurou tratamento na ilha da Madeira, tendo-se mais tarde jubilado com a categoria de lente por decreto de 31 de Dezembro de 1858 e carta régia de 19 de Janeiro de 1859. Ao restabelecer o seu estado de saúde iniciou uma intensa atividade de exploração científica nas ilhas da Macaronésia, em particular nos arquipélagos da Madeira, Canárias e Cabo Verde, onde estudou insectos e moluscos, descobrindo novas espécies, na companhia de distintos cientistas como John Edward Gray e Vernon Wollaston. As coleções que reuniu foram mais tarde estudadas por Bernardino António Gomes e Barbosa du Bocage.
Ofereceu à Academia Real das Ciências de Lisboa uma valiosa demonstração do seu amor pela botânica, e do desejo de enriquecer aquele estabelecimento; foi a doação dum bem ordenado herbário madeirense, fruto das suas continuas excursões botânicas feitas na Madeira. Esta colecção compõe-se de seiscentas espécies indígenas do citado arquipélago. A esta oferta juntou a de outro herbário de 372 espécies também por ele observadas e recolhidas nas ilhas Canárias, e uma colecção completa de moluscos terrestres e fluviais do referido arquipélago madeirense. Para o Museu da Universidade de Coimbra também ofereceu uma colecção de moluscos terrestres, fluviais e marítimos da Madeira e das Canárias, e bem assim um folheto com a descrição de novas espécies de coleópteros e moluscos terrestres descobertos pelo mesmo barão. Para os Jardins Reais de Kew, em Inglaterra, deu também um copioso herbário de plantas naturais do continente de Portugal, e de outras indígenas das ilhas dos Açores, em grande parte por ele coligidas e coordenadas, sendo-lhe aceite com agradecimento pelo respectivo director sir W. J. Kooker, para ser colocado junto dos mais herbários que se conservam ali de todas as regiões do globo.
Em 1855, o governo encarregou-o de ir estudar, sob o ponto de vista agrícola e económico, a ilha da Madeira, e publicou o seu relatório. Estudou igualmente a fauna e a flora da Madeira e das Canárias, publicando em 1860, 1861, 1862 e 1866, em português, em francês e em inglês, várias espécies ali classificadas. Quando se organizou o Conselho Superior de Instrução Pública, o barão de Castelo de Paiva foi nomeado seu vogal.
Foi lente jubilado da Academia Politécnica do Porto, sócio efectivo da Academia Real das Ciências e da Sociedade das Ciências Médicas de Lisboa; sócio honorário do Instituto de Coimbra, vogal do Conselho Geral de Instrução Pública, do Comércio, Agricultura e Manufactura, do Conselho Dramático. Pertenceu às seguintes corporações cientificas estrangeiras: sócio correspondente da Academia Imperial de Medicina do Rio de Janeiro, e da Academia de Medicina e Cirurgia de Toulouse, da Academia de Medicina de Montpellier, e da Academia de Medicina de Marselha, das quais era sócio correspondente; da Sociedade Zoológica de Londres, da Sociedade de História Natural de Cassel, na Alemanha; da Sociedade das Ciências Naturais de Estrasburgo, das sociedades Botânicas de França e de Edimburgo, das de Aclimatação da Prússia e da França, entre outras. Foi vogal extraordinário do Conselho Geral de Instrução Pública, até à extinção deste organismo em 1868.

### Títulos e homenagens

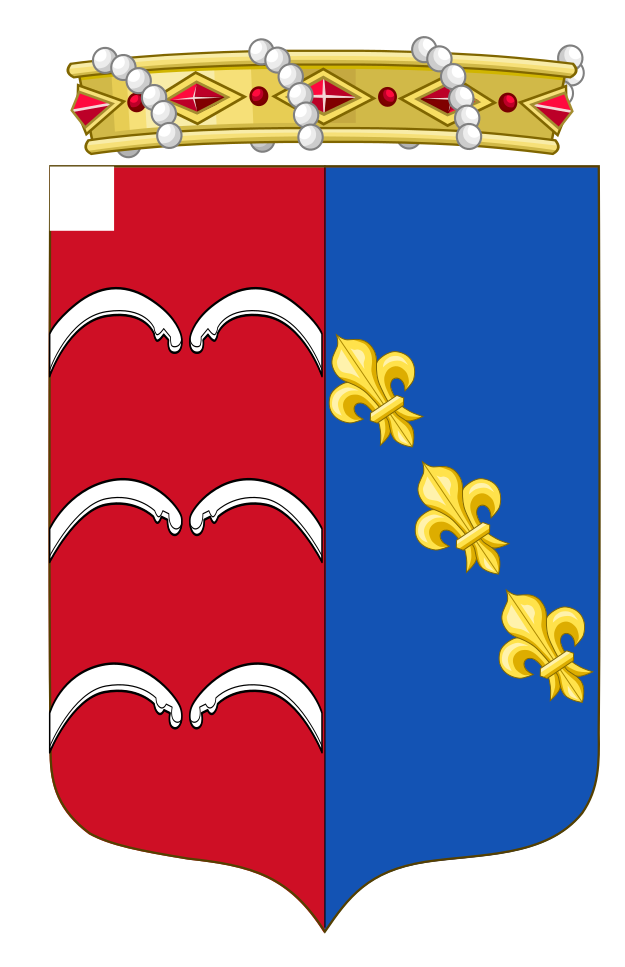
Brasão de Armas do Barão de Castelo de Paiva

Ao longo sua carreira, António da Costa de Paiva foi distinguido com diversos títulos e cargos honoríficos. Em 1836 foi-lhe atribuído o grau de Cavaleiro da Ordem de Cristo e o mesmo na Ordem de Nossa Senhora da Conceição de Vila Viçosa. Por decreto de D. Pedro V de Portugal datado de 5 de Abril de 1854, e carta de 19 do mesmo mês, foi-lhe concedido o titulo de barão de Castelo de Paiva.
O seu brasão de armas consta dum escudo partido em pala: Partido: I - Costa: de vermelho com seis costelas de prata postas em pala, firmadas nos flancos; II - Paiva: de azul, com três flores-de-lis de ouro alinhadas em banda; Elmo de prata a 3/4 tauxeado de ouro e forrado de azul; virol e paquifes de prata e vermelho; Timbre: coronel de Barão; correias de vermelho perfiladas de prata. Tachões de ouro.

### Morte e legado
António da Costa Paiva morreu no estado de solteiro, pouco depois da meia-noite do dia 4 de Junho de 1879, na sua residência à Travessa das Capuchinhas, antiga Travessa das Mercês, na freguesia de São Pedro, no Funchal, na ilha da Madeira. O cadáver foi embalsamado, sendo depois conduzido ao depósito do antigo Cemitério das Angústias, onde aguardou transporte para o continente português. O funeral realizou-se a 6 de Junho, saindo da Igreja de São Pedro para aquele cemitério.
Por sua morte legou toda a sua fortuna, que era muito importante, a estabelecimentos pios e de caridade, hospitais, e a associações científicas e culturais e estabelecimentos de ensino. À Academia Politécnica do Porto doou uma inscrição de assentamento da Dívida Pública Portuguesa no valor de 1000$00 reis, em benefício do Jardim Botânico do Porto. Em 1879 deixou 1 conto de reis à Academia Portuense de Belas Artes para a criação de um prémio a atribuir ao melhor quadro de temática bíblica presente na exposição trienal daquela Academia.
Instituiu ainda um legado, o Legado do Barão de Castelo de Paiva, na Escola Médico-Cirúrgica do Porto: "Pertence, por minha morte, a propriedade d'esta inscripção á Escola Medico-Cirurgica da cidade do Porto para servir de premio o seu juro anual ao alumno da mesma Escola que mais destreza mostrar nas operações cirúrgicas, ou nas dissecações anatomicas do corpo humano; reservando para mim o direito de receber o juro enquanto eu vivo fôr. Funchal, 22 d'outubro de 1874".
Em 2017, o Rotary Clube, a Câmara Municipal de Castelo de Paiva e a Faculdade de Medicina da Universidade do Porto celebraram um protocolo visando a atribuição de uma verba anual, o Prémio Barão de Castelo de Paiva, no montante de 250 euros, ao aluno da Faculdade de Medicina do Porto que tiver a mais alta classificação no conjunto das cadeiras de Anatomia, com o objectivo premiar o mérito académico no âmbito desta variante do estudo da medicina. Joana Azevedo, de Braga, foi a primeira aluna contemplada com esta distinção, sendo entregues o prémio monetário e o diploma a 16 de Março daquele ano.
Em Castelo de Paiva existe a Rua Barão António da Costa Paiva, e em Monção a Rua Barão de Castelo de Paiva, ambas nomeadas em sua homenagem.
A abreviação de autor botânico que lhe está atribuída pelo International Plant Names Index é A. Paiva.

### Obra publicada
Iniciou a publicação de obras literárias em 1836, com uma tradução dos romances de Voltaire largamente anotada.
Em 1838 empreendeu, com o seu colega na Academia Politécnica do Porto, Diogo Kopke (1805-1875), a publicação do Roteiro da viagem de Vasco da Gama, atribuído a Álvaro Velho, após ter publicado em 1837 em Lisboa, juntamente com Alexandre Herculano, a Crónica d'El-Rei D. Sebastião, por frei Bernardo da Cruz, dois manuscritos de grande utilidade para o estudo da história de Portugal, realizando essa publicação a expensas suas. Em 1860 publicou uma segunda edição do "Roteiro da Viagem de Vasco da Gama", juntamente com Alexandre Herculano.
No ano de 1838 publicou também no Porto uns Aforismos de cirurgia e medicina práticas, tendo sido um apreciado escritor, tanto em ciências médicas como em literatura.
Camilo Castelo Branco, a propósito da sua obra escrita, escreveu: "A forma, o dizer, é de tão bom quilate portuguez, que apenas podereis estremar a vernaculidade do auctor dos Soliloquios d'entre as paginas lusitaníssimas do auctor dos Novissimos, que tanto hombro se eleva como o oratoriano (P. Manuel Bernardes), de quem temos um devoto livro idêntico na tenção e no título."
Na sua obra "Os Fidalgos da Casa Mourisca", Júlio Dinis refere-se ao Barão de Castelo de Paiva, a propósito de um animado diálogo sobre Frenologia, Metafísica e Filosofia que ele terá mantido com um alemão, administrador da Casa dos Ornelas, na Madeira.
Tendo-se convertido ao cristianismo em 1851, escreveu nos últimos anos de vida uma obra moral em dois volumes, intitulada "Novíssimos ou últimos fins do homem", em que numa advertência preliminar, declara que escrevera este livro para se livrar dos remorsos que o atormentavam, por ter sido um obstinado ateu.
Publicou ainda:
- Relatório do barão do Castelo de Paiva, encarregado pelo governo de estudar o estado da ilha da Madeira sob as relações agrícola. e económica, Lisboa, 1855;
- Descrição de dois novos insectos coleópteros do Camboja, dedicada a ss. mm. os senhores D. Pedro V e D. Fernando II, Lisboa, 1860;
- Descrição de duas espécies novas de coleópteros das ilhas Canárias, dedicadas a dois naturalistas ingleses F. V. Wallaston e R. T. Lowe, Lisboa, 1861;
- Descrição de duas espécies novas de coleópteros originários de Angola, seguida de outras duas, igualmente novas, também de Angola, por F. V. Wallaston. (Aquelas dedicadas aos naturalistas Dr. Welwitsch e S. Bertherot); na Gazeta Médica de Lisboa, n.º 11, de 1862 saiu também em folheto separado;
- Notícia da descoberta de dois moluscos novos, e também dos tipos vivos de duas espécies fosseis do arquipélago madeirense; foi publicada em Londres nos Annals and Magazine of Nat. Hist., de agosto de 1862;
- Origens dos meses de Março e Maio, notas de muita erudição para ajuntar à versão dos Fastos, de Ovídio, pelo visconde de Castilho; saíram com a mesma versão a 1.ª no tomo II, de pág. 217 a 224, e a 2.ª no tomo III, de pág. 191 a 196;
- Description of a new Sempervivum from the Salvage lsland by the Baron do Castelo de Paiva, dedicado a R. T. Lowe, que o publicou depois no Seeman's Journal of Botany, Londres, 1866;
- Description de dix espéces nouvelles de mollusques terrestres de l'archipel de Madére; no Journal de Conchyliologie, publié sous la direction de MM. Crosse et Fischer, Paris, tomo vi, n.º 4, 1866; de pág. 339 a 343;
- Monographia molluscorum terrestrium, fluvialium, lacustrium insularium Madereusium, Olysipone, 1867. Esta obra é considerada como uma das mais valiosas que se tem publicado acerca da fauna malacológica de Portugal.
- Biographia (1877)[2]